# TV3 Danmark
TV3 Danmark är ett danskt dotterbolag, till MTG-ägda TV3 Sverige som sänder från London via satellit till en stor del av de danska kabel-TV-näten. Den lanserades 1990, och skiljdes då från den tidigare panskandinaviska versionen.

### Fotnoter
1. ↑  Den Store Danske Encyklopædi, 1994, läs online, läst: 15 oktober 2018.[källa från Wikidata]
2. ↑  ”TV 3” (på danska). Store danske encyklopædi. Arkiverad från originalet den 15 oktober 2018. https://web.archive.org/web/20181015232238/http://denstoredanske.dk/Samfund,_jura_og_politik/Massemedier/Tv-stationer_og_institutioner,_udenlandske/TV3. Läst 15 oktober 2018.